# Сант-Агата-Фоссілі
Сант-Агата-Фоссілі, Сант-Аґата-Фоссілі (італ. Sant'Agata Fossili, п'єм. Santa Àgata) — муніципалітет в Італії, у регіоні П'ємонт,  провінція Алессандрія.
Сант-Агата-Фоссілі розташований на відстані близько 440 км на північний захід від Рима, 105 км на схід від Турина, 28 км на південний схід від Алессандрії.
Населення — 430 осіб (2014).
Щорічний фестиваль відбувається 5 лютого. Покровитель — Sant'Agata.

## Демографія
Населення за роками:

Станом на 1 січня 2023 року в муніципалітеті офіційно проживало 19 іноземців з 7 країн, серед них 14 громадян країн Євросоюзу.

## Сусідні муніципалітети
- Кареццано
- Кассано-Спінола
- Кастелланія
- Гаваццана
- Сардільяно